# Dugny-sur-Meuse
Dugny-sur-Meuse är en kommun i departementet Meuse i regionen Grand Est (tidigare regionen Lorraine) i nordöstra Frankrike. Kommunen ligger i kantonen Verdun-Centre som tillhör arrondissementet Verdun. År 2022 hade Dugny-sur-Meuse 1 262 invånare.

## Befolkningsutveckling
Antalet invånare i kommunen Dugny-sur-Meuse
| Referens: INSEE |